# 梁丽案
梁丽案，又名梁丽事件、清洁女工“捡”金案、“女许霆案”，是一起在司法界和网络引起巨大争议的、当事人涉嫌盗窃的刑事案。

## 涉案人员
梁丽，1969年出生，河南省开封市人，深圳玉皇清洁公司员工，负责深圳宝安国际机场候机楼B楼出发大厅的清洁卫生。

## 事情经过
2008年12月9日上午，机场清洁工梁丽在垃圾桶旁“捡”到一箱价值价值261万元的14公斤的黄金首饰。她没打开就放在洗手间，下班后没见失主就带回家中。东莞金龙珠宝公司员工王腾业在发现箱子遗失后，向警方报案。

## 公安机关侦查阶段
2009年3月12日，警方以涉嫌盗窃罪将其起诉。检方认为不妥，后已发回公安机关补充侦查。
2009年5月14日，公安机关将梁丽带回补充调查，认定梁丽涉嫌盗窃。随后检察院以盗窃罪批捕了梁丽。

## 检察机关审查阶段
2009年5月29日，公安机关补充侦查已经终结，把案件转交给深圳市宝安区人民检察院，辩护律师司贤利受辩护人所托，于5月31日向宝安区人民检察院提交申请书，申请对梁丽实行取保候审或监视居住。
9月10日下午，深圳宝安区检察院将对梁丽的强制措施由逮捕羁押变更为取保候审。
9月15日，宝安检察院将梁丽案当做了重大、复杂的案件，延长半个月审查期限。此外，检察机关已经超期羁押梁丽多达一月。
9月25日，检方审查终结，认为梁丽构成盗窃罪证据不足不提起公诉，金饰失主也表示不追究，梁丽恢复自由。

## 争议、评论与影响
对于珠宝被梁丽“捡走”，一方面珠宝员工在公众场合不注意保管财物导致不见的行为受到批评和质疑，认为其也有责任。而另外一方面，对梁丽在捡到珠宝之后被没有打开并使用，但对其之前没有主动上交而是警察来查才主动上交珠宝这一过程是侵占罪还是盗窃罪、甚至是无罪之争。
- 民众、学者对梁丽的案件持续关注，对梁丽该不该判刑[9][10]、该不该以“盗窃罪”论罪[11]、是否应以“侵占罪”判刑[12][13][14]等问题进行讨论。

- 由于此案涉及数额巨大，如果以“盗窃罪”论罪，可能将被判处无期徒刑。民间与学者认为该案反映出刑法“重民轻官”[15][16][17]